# Palmberg (Vorderpfalz)
Der Palmberg ist ein Hügel in der nördlichen Vorderpfalz (Rheinland-Pfalz), der eine Höhe von 137,1 m ü. NHN aufweist. Die katholische Heilig-Kreuz-Kapelle auf dem höchsten Punkt der Hügelkuppe ist eine Wallfahrtsstätte des Bistums Speyer.
Einst lag auf dem Hügel das Dorf Berghaselbach, das seltener auch als (Mons) Haselach erwähnt wird. Nach dem Hügel wählte die regionale Winzergenossenschaft, die ihre Wirtschaftsgebäude am Nordhang hatte, den Namen Gebietswinzergenossenschaft Palmberg. Seit sie 2018 mit der größeren Winzergenossenschaft Vier Jahreszeiten Winzer fusionierte, besteht sie als Marke Palmberg Wein weiter.

## Geographie
Der Palmberg erstreckt sich südlich der Ortsgemeinden Laumersheim und Gerolsheim, zu deren Gemarkung er je zur Hälfte gehört, und östlich von Großkarlbach. Optisch fortgesetzt wird er nach Osten, jenseits der Kreisstraße 2 (Gerolsheim–Lambsheim), durch den künstlichen Hügel der 2003 aufgelassenen und später weitgehend renaturierten Sondermülldeponie Gerolsheim. Westlich führt die Landesstraße 454 (Laumersheim–Weisenheim am Sand) vorbei.
Der Palmberg mit seinem höchsten Punkt im Westen der Kuppe ist nur ungefähr 30 m höher als seine Umgebung. Er stellt den gut 2 km langen und bis 800 m breiten Ostläufer eines langgestreckten Höhenrückens dar, der von Westen her in die Oberrheinische Tiefebene hineinragt. Über die Hügelkette verläuft die Wasserscheide zwischen den Einzugsgebieten des Eckbachs im Norden und des Fuchsbachs im Süden.

## Geschichte
Nach örtlicher Volkstradition soll Kaiser Ludwig der Fromme, Sohn Karls des Großen, bereits in der ersten Hälfte des 9. Jahrhunderts auf dem Palmberg ein Nonnenkloster mit Kirche gestiftet haben. Historisch überliefert ist, dass Ludwig ein Hofgut mit Ländereien und eine dem hl. Cyriakus geweihte Basilika als Schenkung an das Maria Münster in Worms gegeben hat. Um diesen Kern herum entstand im frühen Mittelalter das Dorf Berghaselbach, dessen Pfarrkirche St. Cyriakus als Mutterkirche aller umliegenden Ortschaften galt. Von dem dort verehrten Märtyrer Cyriakus, dessen Attribut ein Palmwedel ist, dürfte der ganze Berg seinen Namen erhalten haben, ähnlich wie dies auch im nahen Weisenheim am Sand der Fall ist, wo der Palmwedel im Ortswappen an den alten Kirchenpatron St. Cyriakus erinnert.
Dem Zisterzienserinnenkloster Maria Münster zu Worms unterstand die hiesige Cyriakuskirche neben umfangreichem Grundbesitz, urkundlich belegt, bereits 1196. Der Wormser Bischof Leopold II. von Schönfeld, vor seiner Erhebung zum Oberhirten Pfarrherr an St. Cyriakus in Berghaselbach, überließ dem Konvent, laut Urkunde vom 9. Januar 1196, zusätzlich alle Einkünfte des Gotteshauses, wobei er schreibt, die dortige Pfarrstelle sei wegen seiner Wahl zum Bischof soeben vakant geworden. Gemäß dem Wormser Synodale von 1496 existierten damals noch Kirche und Siedlung. Im Bauernkrieg 1525 stürmte der Landadelige Erasmus (Asmus) von der Hauben aus dem nahen Dirmstein mit einem Bauernhaufen den Ort und verwüstete ihn. Nach Einführung der Reformation durch die Kurfürsten von der Pfalz wurde der katholische Kult verboten.
Als die Spanier 1624, während des Dreißigjährigen Kriegs, die Gegend besetzten, beantragte der örtlich zuständige Bischof von Worms unverzüglich die Wiederaufnahme der früheren Wallfahrtstradition auf dem Palmberg. Dies ist der erste greifbare Nachweis für die örtliche Wallfahrt; da sie wieder aufleben sollte, musste sie vorher bereits üblich gewesen sein. Im weiteren Kriegsverlauf wurde Berghaselbach als Wohnort völlig aufgegeben, nachdem die letzten Einwohner an Hunger und Pest gestorben waren. Die Wallfahrten erfuhren während des Pfälzischen Erbfolgekrieges (1688–1697) eine erneute Unterbrechung, konnten aber nach dem Frieden von Rijswijk (1697) wieder aufgenommen werden. Zu dieser Zeit standen noch Ruinen der alten Kirche und von Häusern des Ortes.
Das verlassene Dorf Berghaselbach wurde im Laufe der Zeit vollständig zur Wüstung, die Wallfahrt blieb jedoch bestehen. Freiherr Franz Caspar von Langen aus Laumersheim ließ schließlich 1722/23 westlich der Hauptkuppe, in 119 m Höhe, auf den Grundmauern des Chores der alten Pfarrkirche eine kleine Wallfahrtskapelle errichten; der Wormser Weihbischof Johann Baptist Gegg weihte sie und einen darin befindlichen Altar am 3. Mai 1722 auf das Patrozinium des Hl. Kreuzes.
Nachdem in den 1790er Jahren die Koalitionskriege von Frankreich aus auf die linksrheinischen deutschen Gebiete übergegriffen hatten, war das kirchliche Leben durch die französische Besatzung oftmals starken Restriktionen ausgesetzt. Darum fragte der Laumersheimer Pfarrer Joseph Heß 1807 beim geistlichen Vikariat in Worms nach, ob er die Prozession zum Palmberg, die in seiner Pfarrei „von jeher“ am Sonntag Laetare stattgefunden habe, weiterhin halten solle.

## Kapelle
Die im Barockstil gehaltene achteckige Heilig-Kreuz-Kapelle auf dem Palmberg existiert bis heute. Sie ist fensterlos, im Putz der Außenwände sind Fenster lediglich reliefartig angedeutet. Im Innern finden sich eine Kreuzigungsgruppe aus dem 18. Jahrhundert sowie die Replikate mittelalterlicher Skulpturen, deren Herkunft zwar ungeklärt ist, die aber vermutlich aus dem früheren Dorf stammen. Die Originale werden im Historischen Museum der Pfalz zu Speyer aufbewahrt. Am 3. Juni 1946 nahm der spätere Kardinal Joseph Wendel, damals noch Bischof von Speyer, in der Kapelle die Neuweihe des renovierten Altars vor.
Die Kapelle ist alljährlich am Pfingstmontag Ziel einer Wallfahrt mit Festgottesdienst.

## Wirtschaft
Heute wird auf dem Palmberg Wein angebaut; mit Ausnahme des Nord- und Nordwesthangs bedecken die Weinberge die gesamte Fläche des Hügels. Die Lagen heißen Laumersheimer Kapellenberg (32,8 Hektar, im Westen) und Gerolsheimer Klosterweg (45 Hektar, im Osten). Die Gebietswinzergenossenschaft Palmberg wurde 1958 gegründet. 2009 hatten ihre 165 Mitglieder eine Rebfläche von 230 Hektar bewirtschaftet, die sich auch auf das Terrain rund um den Palmberg erstreckte.
Gegen Ende des 20. Jahrhunderts wurde im zu Laumersheim gehörenden Westteil des Hügels ein Vorkommen von Quarzsand entdeckt, das wegen seiner Reinheit dem Bergbaurecht unterliegt und damit Vorrang vor der Landwirtschaft besitzt. Aus diesem Grund musste die örtliche Winzerschaft dort hochwertige Weinberge aufgeben zugunsten des Quarzsand-Tagebaus durch ein auswärtiges Unternehmen. Auch eine Bürgerinitiative, die in den 1990er Jahren aktiv war, konnte die Enteignung der Grundstücke und den nachfolgenden Sandabbau, bei dem die für den Weinbau notwendige Mutterbodenschicht abgetragen wurde, nicht verhindern. Die jahrelangen Rechtsstreitigkeiten fanden Eingang in die regionale Dialektliteratur.